# 巨盜龍屬

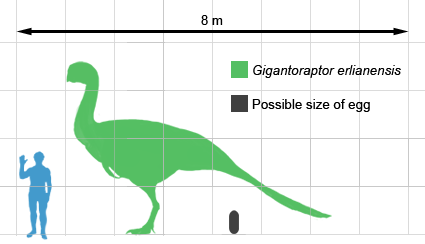
巨盜龍與人類體型比較。

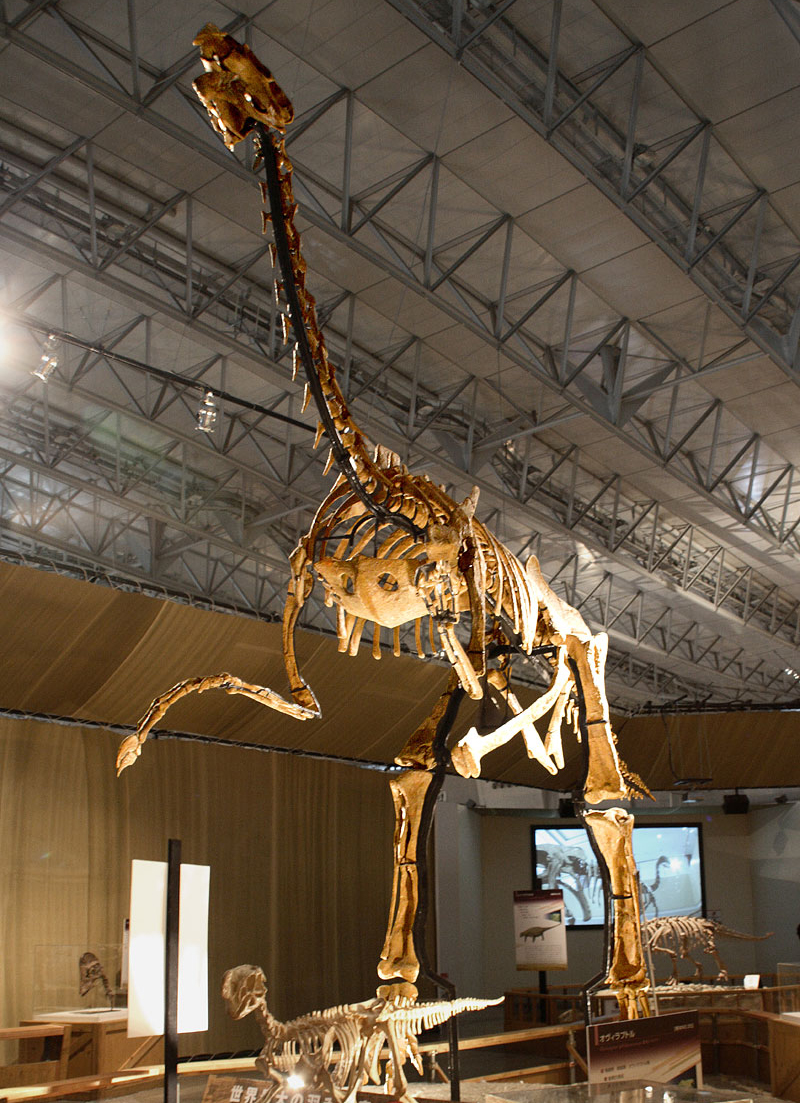
巨盜龍（後）與偷蛋龍（前）的骨架模型

巨盜龍屬（意為「巨大的盜賊」）是偷蛋龍科下的一屬恐龍，生活於8500萬年前的上白堊紀。牠是於2005年在中國內蒙古二連浩特的二連諾爾地層發現。徐星等人發現牠與屬於同一科的偷蛋龍有著同一的祖先，但對比之下，巨盜龍更為大型，約有牠的近親尾羽龍的35倍。巨盜龍長8米及重約1.4噸，是已知最大型偷蛋龍下目：葬火龍的3倍身長，而且該個體還尚未成年，表明巨盜龍為目前已知體型最大的偷蛋龍類，成體可能達13公尺、體重超過2噸。而最近新命名的貝貝龍（Baibailong），估計約6～8公尺，同樣為最大的偷蛋龍類之一。
巨盜龍與鳥類的相似地方包括一些解剖特徵，例如有喙嘴而非有牙齒的頜部。雖然沒有直接證據顯示巨盜龍是有羽毛的，但徐星等人基於牠是屬於偷蛋龍下目，這個演化支包含了很多有羽毛恐龍，例如尾羽龍、原始祖鳥，而認為巨盜龍可能是有羽毛的。由於大型動物多藉由巨大體型來維持體溫，而失去身體的覆蓋物。研究人員推測巨盜龍至少具有前肢羽毛，而這些前肢羽毛不具有調節體溫的功能。大部份明確的有羽毛恐龍都是小型的，但是證據顯示其他大型的偷蛋龍科（如葬火龍）及鐮刀龍超科（如北票龍）也幾乎確定是有羽毛的。
巨盜龍的食性仍然是個謎。雖然一些偷蛋龍下目（如尾羽龍、切齒龍）被認為是植食性動物，但由於巨盜龍的後肢比例可令牠成為奔跑的能手，而牠的大指爪卻在植食性恐龍是十分罕見的。
正模標本（編號LH V0011）是目前的唯一標本，是一個不完整及關節脫落的個體，從腓骨的生長線、骨化程度，估計該個體的死亡年齡是11歲。牠們可能在7歲時達到亞成年體，並持續成長到完全成年體。這顯示牠們的成長速率快於大部分獸腳類恐龍。
巨盜龍的發現是跟一個日本紀錄片的攝製有關。當時，徐星正在重演蜥腳下目化石的發現，他擦拭該骨頭時，赫然發現這並非蜥腳下目的骨頭，而是來自未知的獸腳亞目，而身型達艾伯塔龍的程度。他立即停止攝影以保護這個意外發現的化石免受偷盗者偷走。

## 外部連結
- 《自然》雜誌有關發現巨盜龍的報導 （页面存档备份，存于）
- 巨盜龍的骨骼與人類體型比較
- 巨盜龍的重組圖片 （页面存档备份，存于）